# MARSIS
MARSIS (Mars Advanced Radar for Subsurface and Ionosphere Sounding) est un radar à bord de la sonde Mars Express de l'ESA. Il s'agit d'un des instruments les plus innovants de la mission.

## Description
MARSIS envoie des impulsions radar à fréquence moyenne (1,5 à 5,5 MHz) vers Mars, capable de fonctionner jusqu'à 1 200 km d'altitude. Une partie des impulsions est réfléchie par la surface, et une autre par le sous-sol martien, permettant ainsi d'analyser sa composition. Grâce à une antenne linéaire de 40 mètres, le radar peut sonder plusieurs kilomètres sous la surface.

## Développement
L'instrument a été développé par l'ASI et la NASA, sous la responsabilité du professeur Giovanni Picardi de l'Université de Rome. Thales Alenia Space, JPL, et plusieurs universités italiennes et américaines ont participé au projet. Le logiciel embarqué et le segment terrestre ont été développés par Thales Alenia Space et d'autres partenaires.

## Résultats

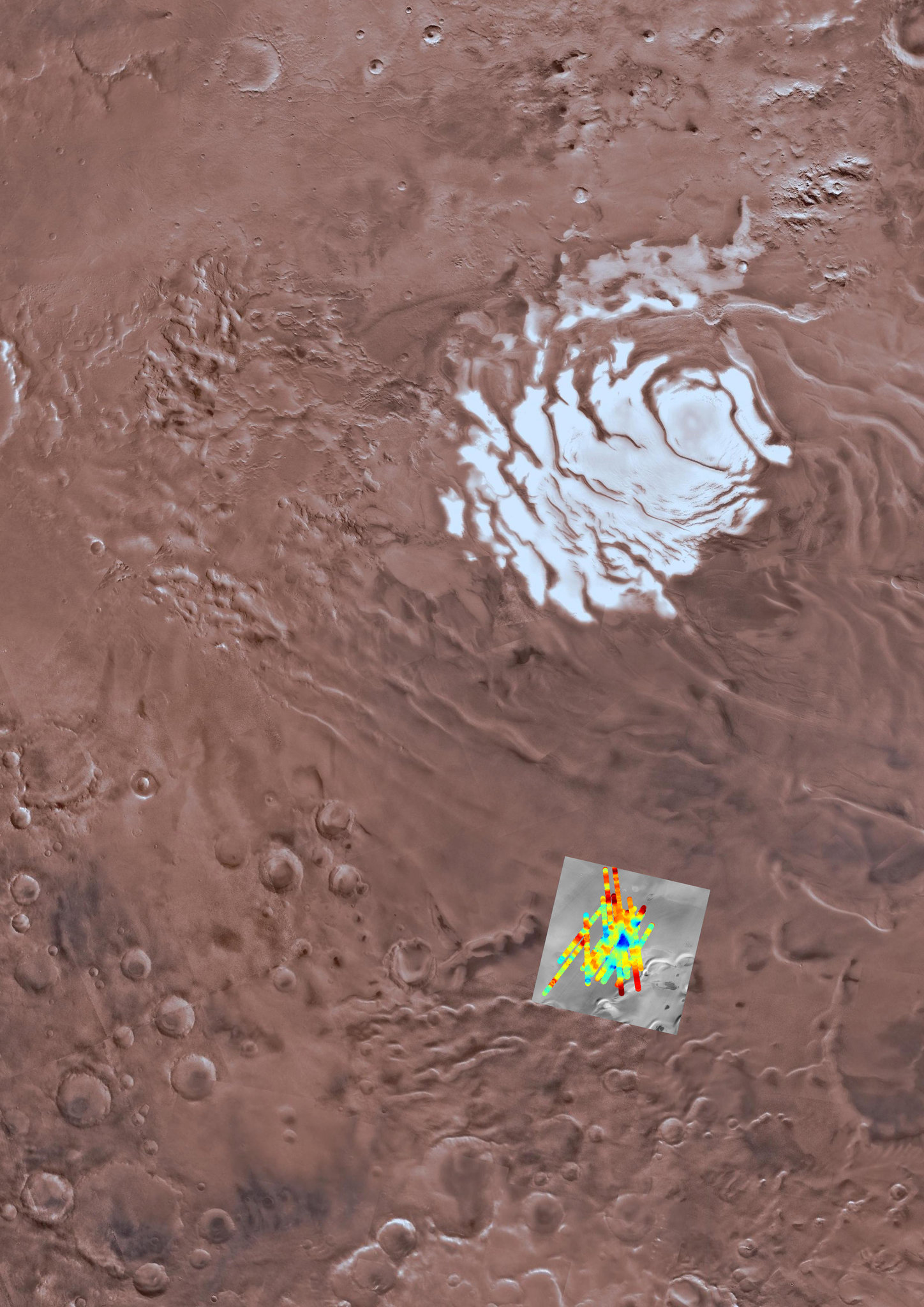
Mars pôle Sud

En novembre 2005, MARSIS a détecté un lac gelé sous Chryse Planitia. En 2007, des estimations ont montré de grandes quantités de glace au pôle sud. En 2018, des observations ont révélé la présence d'eau liquide sous les calottes polaires martiennes.